# Вутабосі
Вутабо́сі (рос. Вутабоси, чув. Вăтапуç) — село у складі Канаського району Чувашії, Росія. Адміністративний центр Вутабосинського сільського поселення.
Населення — 855 осіб (2010; 848 у 2002).
Національний склад:
- чуваші — 86 %